# Bộ Đãi (歹)
Bộ Đãi, bộ thứ 78 có nghĩa là "xấu, tệ" là 1 trong 34 bộ có 4 nét trong số 214 bộ thủ Khang Hy.
Trong Từ điển Khang Hy có 231 chữ (trong số hơn 40.000) được tìm thấy chứa bộ này.

## Tự hình Bộ Đãi (歹)

Giáp cốt văn
Đại triện
Tiểu triện

## Chữ thuộc Bộ Đãi (歹)
| Số nét bổ sung | Chữ                     |
| -------------- | ----------------------- |
| 0              | 歹 歺                   |
| 2              | 死                      |
| 3              | 歼                      |
| 4              | 歽 歾 歿 殀 殁          |
| 5              | 殂 殃 殄 殅 殆 殇       |
| 6              | 殈 殉 殊 残             |
| 7              | 殌 殍 殎 殏 殐 殑 殒 殓 |
| 8              | 殔 殕 殖 殗 殘 殙 殚    |
| 9              | 殛 殜                   |
| 10             | 殝 殞 殟 殠 殡          |
| 11             | 殢 殣 殤 殥 殦          |
| 12             | 殧 殨 殩 殪 殫          |
| 13             | 殬 殭 殮                |
| 14             | 殯                      |
| 15             | 殰 殱                   |
| 17             | 殲                      |